# Kościół Nawiedzenia Najświętszej Maryi Panny w Skawinie
Kościół Nawiedzenia Najświętszej Maryi Panny – rzymskokatolicki kościół filialny znajdujący się przy ul. Korabnickiej 1 w Skawinie, w powiecie krakowskim województwa małopolskiego. 
Jest kościołem filialnym parafii Świętych Apostołów Szymona i Judy Tadeusza w Skawinie.

## Historia
Na przełomie XVII i XVIII wieku był to kościół szpitalny pod wezwaniem św. Walentego, wybudowany w miejscu starszego pochodzącego z 1471 roku.

## Architektura
Obiekt barokowy, murowany, orientowany, jednonawowy z półkolistą absydą.

## Wyposażenie
- W barokowym ołtarzu znajduje się, malowany na desce, obraz Ukrzyżowanie, z 1640 roku.